# T-Mobile
T-Mobile – marka usług telefonii komórkowej, właścicielem której jest Telekom Deutschland.
Obecna jest w ramach wielu sieci komórkowych w Europie, a także Stanach Zjednoczonych, gdzie planowana była sprzedaż spółki firmie AT&T. Przejęcie T-Mobile USA przez AT&T nie zostało zatwierdzone przez amerykański departament sprawiedliwości.
Sieć T-Mobile ma 129 milionów abonentów, co czyni ją siódmym co do liczby abonentów dostawcą usług telefonii komórkowej na świecie. Grupa jest trzecim pod względem wielkości operatorem na świecie po Vodafone i hiszpańskiej Telefónice.
W Wielkiej Brytanii, T-Mobile wchodzi w skład joint venture z Orange (France Telecom), nazwanej roboczo Everything Everywhere. W Niemczech natomiast, od roku 2010, sieć funkcjonuje pod nazwą Telekom Deutschland.

## T-Mobile na świecie
udział równy 100%
     udział powyżej 50%

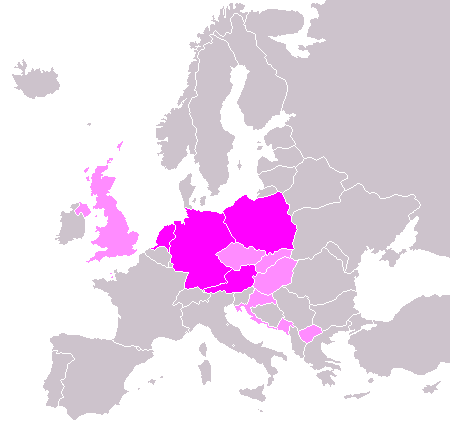
Obecność T-Mobile w spółkach zależnych na obszarze Europy
udział równy 100%
udział powyżej 50%

Kraje, w których operatorzy zależni od Telekom Deutschland GmbH funkcjonują pod marką „T-Mobile” na koniec I kwartału 2011 roku:
- USA (T-Mobile US)
- Polska (T-Mobile Polska)
- Austria (Magenta Telekom(inne języki))
- Chorwacja (Hrvatski Telekom)
- Macedonia Północna (Makedonski Telekom)
- Czarnogóra (Crnogorski Telekom)
- Czechy (T-Mobile Czech Republic)

Kraje, w których operatorzy zależni od Telekom Deutschland GmbH funkcjonują pod marką „Telekom”:
- Niemcy (34,5 mln)
- Węgry (Magyar Telekom)
- Rumunia (Telekom Romania Mobile(inne języki))
- Słowacja (Slovak Telekom)

Kraje, w których Deutsche Telekom posiada udziały (bezpośrednio lub poprzez którąś z kontrolowanych spółek) w operatorach telefonii komórkowej:
- Albania (Telekom Albania(inne języki))
- Bośnia i Hercegowina (HT Eronet)
- Grecja (OTE(inne języki))

## Polska
W Polsce marka T-Mobile wprowadzona została przez T-Mobile Polska poprzez zmianę marki (rebranding) dotychczasowej sieci Era, co nastąpiło 5 czerwca 2011 roku. Twarzą pierwszej kampanii reklamowej T-Mobile w Polsce został Jan Nowicki. Hasło reklamowe T-Mobile brzmiało „Chwile, które łączą” i było tłumaczeniem hasła międzynarodowego. Nazwa T-Mobile.pl zaczęła obowiązywać 5 czerwca 2011 roku.
Obecnie T-Mobile Polska wraz z Orange Polska posiadają wspólną spółkę NetworkS!, która buduje dla obu operatorów wspólne stacje bazowe, i działa na zasadzie RAN sharingu.
W kwietniu 2014 ogłoszono wspólnie z Alior Bankiem plany uruchomienia nowej usługi bankowej dla swoich klientów pod nazwą T-Mobile Usługi Bankowe. Usługi były dostarczane na bazie Alior Sync. W roku 2020 współpraca banku oraz operatora telekomunikacyjnego została zakończona, a od 29 listopada 2020 dotychczasowi klienci T-Mobile Usługi Bankowe zostali przeniesieni do Alior Banku. 